# Andrzej Miszczuk
Andrzej Antoni Miszczuk (ur. 20 lutego 1961 w Lublinie) – profesor zwyczajny nauk o ziemi w zakresie geografii społeczno-ekonomicznej. 
Zajmuje się rozwojem lokalnym i regionalnym, polityką regionalną, współpracą transgraniczną i problematyką samorządu terytorialnego. Obecnie pracuje na Wydziale Ekonomicznym UMCS, wcześniej był zatrudniony m.in. na Wydziale Politologii UMCS, Wydziale Biologii i Nauk o Ziemi UMCS oraz Instytucie Ameryk i Europy na Uniwersytecie Warszawskim. Jest członkiem: Polskiego Towarzystwa Geograficznego, Polskiego Towarzystwa Statystycznego, zarządu Polskiej Sekcji Regional Studies Association. Stopień doktora otrzymał w 1991 r. na podstawie pracy Wpływ wyludniania się wsi na rolnictwo wschodniej Lubelszczyzny, a stopień doktora habilitowanego w 2004 r. na podstawie pracy Regionalizacja administracyjna III Rzeczypospolitej. Koncepcje teoretyczne a rzeczywistośc. Stopień profesora nauk o Ziemi otrzymał w 2015 roku. 
Do 4 maja 2009 r. był rektorem Wyższej Szkoły Przedsiębiorczości i Administracji w Lublinie.

## Wybrane publikacje
- Międzynarodowe sieci regionalne jako przejaw globalizacji rozwoju lokalnego i regionalnego, „Studia i Materiały Instytutu Zarządzania i Marketingu KUL”, 6, s. 19-34, 2006.
- Uwarunkowania przedsiębiorczości i konkurencyjności w regionie transgranicznym, „Biuletyn KPZK PAN”, z. 218, s. 218-228, 2005.
- Public finance as an area of interest of social and economic geography [in:], Markowski T. (red.), Regional scientists’ tribute to Professor Ryszard Domański, “Studia Regionalia” vol. 15, p. 76-86, 2005.
- Pogranicze polsko-ukraińskie jak przedmiot zainteresowania statystyki regionalnej, „Wiadomości Statystyczne”, 6, s. 63-71, 2005
- Organizacje sieciowe jako lokalna i regionalna płaszczyzna integracji europejskiej [w:] Ciok S., Ilnicki D. (red.): Przekształcenia regionalnych struktur funkcjonalno-przestrzennych, t. VIII/1, UW, Wrocław, s. 101-109, 2004.